# King and Queen Court House
King and Queen Court House település az Amerikai Egyesült Államok Virginia államában, King and Queen megyében, melynek megyeszékhelye is. Lakosainak száma 82 fő (2020. április 1.).

## Népesség
A település népességének változása:

| 2010 | 85 |
| 2020 | 82 |